# Gammu Labyrinthus
Il Gammu Labyrinthus è una formazione geologica della superficie di Titano.